# Luke Rockhold
Luke Skyler Rockhold (Santa Cruz, 17 oktober 1984) is een Amerikaans voormalig MMA-vechter. Hij was van december 2015 tot juni 2016 wereldkampioen middengewicht (tot 84 kilo) bij de UFC. Rockhold was van 2011 tot 2013 ook de laatste Strikeforce-wereldkampioen middengewicht.

## Carrière
Rockhold maakte in 2007 zijn profdebuut. Dat jaar won hij zijn eerste partij en verloor hij de tweede. Hij debuteerde in 2008 vervolgens bij Strikeforce. Bij deze bond versloeg hij zijn eerste zes tegenstanders op rij, allemaal in de eerste ronde. Daarmee verdiende hij een partij om de Strikeforce-wereldtitel in het middengewicht tegen regerend kampioen Ronaldo Souza. Rockhold won door middel van een unanieme jurybeslissing. Hij verdedigde zijn titel daarna twee keer met succes, waarna Strikeforce opging in de UFC.
Rockhold verloor in mei 2013 zijn eerste gevecht binnen de UFC van Vitor Belfort. Hij ging knock-out in de eerste ronde, zijn eerste verlies in zes jaar. Hij besliste zijn volgende vier partijen daarentegen telkens voortijdig in zijn voordeel. Hiermee verdiende hij een wedstrijd om de UFC-wereldtitel in het middengewicht tegen de regerend en op dat moment nog nooit verslagen kampioen Chris Weidman. De twee deelden in de eerste twee ronden over en weer uit, waarna Weidman in het begin van ronde drie miste toen hij een draaiende trap inzette. Rockhold maakte hiervan gebruik door op zijn rug te klimmen en zijn tegenstander naar de grond te werken. De rest van de ronde bleef hij op Weidman zitten om hem vandaar te bewerken, zonder dat zijn tegenstander kans zag veel terug te doen. Weidman ging na de bel met een op drie plaatsen opengeslagen gezicht naar de pauze. In de eerste helft van ronde vier klom Rockhold opnieuw op zijn rug en begon hij weer eenzijdig uit te delen, tot de scheidsrechter na 3.12 minuten in de ronde de partij beëindigde en Rockhold de nieuwe kampioen was.
Een onmiddellijke rematch zou plaatsvinden op 4 juni 2016, maar Weidman trok zich 2,5 week voor het gevecht geblesseerd terug. Hij werd vervangen door Michael Bisping, de nummer #4 van de uitdagers op dat moment. Rockhold versloeg hem al eens in november 2014, maar deze keer sloeg de Engelsman Rockhold in de eerste ronde knock-out. Daarmee was hij zijn titel kwijt. Rockhold kwam hierna een tijd niet in actie vanwege een knieblessure. Hij keerde op 16 september 2017 terug in het strijdperk, tegen David Branch. Rockhold haalde die dag binnen twee ronden zijn zestiende overwinning binnen (TKO), in de veertiende partij die hij voortijdig besliste. Rockhold zou het op 10 februari 2018 opnemen tegen kampioen Robert Whittaker voor de titel in het middengewicht. Zijn tegenstander zegde alleen af vanwege ziekte. Rockhold vocht daarom die dag tegen tegen Yoel Romero voor de interim-titel. Na 1.48 min. in de derde ronde ging hij voor de vierde keer in zijn carrière knock-out.
Rockhold besloot daarna om in het lichtzwaargewicht (tot 93 kilo) te gaan vechten. Hierdoor zou hij voor gevechten minder af hoeven vallen om de gewichtslimiet te halen. Hij debuteerde op 6 juli 2019 in deze klasse met een nederlaag tegen Jan Błachowicz. Die sloeg hem in de tweede ronde van hun partij knock-out. Rockhold was daarna ruim drie jaar inactief. Hij keerde in augustus 2022 terug voor een gevecht in het middengewicht tegen Paulo Costa. Hij verloor op basis van een unanieme jurybeslissing.
Rockhold en de UFC beëindigden in januari 2023 met wederzijdse instemming zijn contract bij de organisatie. Hij debuteerde in april vervolgens tijdens een partij in het Bare Knuckle Fighting Championship. Hij verloor op basis van TKO van een andere voormalig UFC'er, Mike Perry.

## Resultaten
| Resultaat | Record | '                | Methode                  | Wedstrijd                                       | Datum      | Ronde | Tijd | Noten                                                                                     |
| --------- | ------ | ---------------- | ------------------------ | ----------------------------------------------- | ---------- | ----- | ---- | ----------------------------------------------------------------------------------------- |
| Verlies   | 16–6   | Paulo Costa      | Jurybeslissing (unaniem) | UFC 278                                         | 20-8-2022  | 2     | 1.39 | Middengewicht                                                                             |
| Verlies   | 16–5   | Jan Błachowicz   | Knock-out                | UFC 239                                         | 6-7-2019   | 2     | 1.39 | Debuut in lichtzwaargewicht                                                               |
| Verlies   | 16–4   | Yoel Romero      | Knock-out                | UFC 221                                         | 10-2-2018  | 3     | 1.48 | Voor interim-titel middengewicht. Romero kwam niet in aanmerking na missen gewichtslimiet |
| Winst     | 16–3   | David Branch     | Technische knock-out     | UFC Fight Night: Rockhold vs. Branch            | 16-9-2017  | 2     | 4.05 |                                                                                           |
| Verlies   | 15–3   | Michael Bisping  | Knock-out                | UFC 199                                         | 4-6-2016   | 1     | 3.36 | Verlies UFC-titel middengewicht                                                           |
| Winst     | 15–2   | Chris Weidman    | Technische knock-out     | UFC 194                                         | 12-12-2015 | 4     | 2.12 | Kampioen UFC middengewicht                                                                |
| Winst     | 14–2   | Lyoto Machida    | Submissie                | UFC on Fox: Machida vs. Rockhold                | 18-4-2015  | 2     | 2.31 |                                                                                           |
| Winst     | 13–2   | Michael Bisping  | Submissie                | UFC Fight Night: Rockhold vs. Bisping           | 8-11-2014  | 2     | 0.57 |                                                                                           |
| Winst     | 12–2   | Tim Boetsch      | Submissie                | UFC 172                                         | 26-4-2014  | 1     | 2.08 |                                                                                           |
| Winst     | 11–2   | Costas Philippou | Technische knock-out     | UFC Fight Night: Rockhold vs. Philippou         | 15-1-2014  | 1     | 2.31 |                                                                                           |
| Verlies   | 10–2   | Vitor Belfort    | Knock-out                | UFC on FX: Belfort vs. Rockhold                 | 18-5-2013  | 1     | 2.32 |                                                                                           |
| Winst     | 10–1   | Tim Kennedy      | Jurybeslissing (unaniem) | Strikeforce: Rockhold vs. Kennedy               | 14-7-2012  | 5     | 5.00 | Verdediging titel Strikeforce middengewicht                                               |
| Winst     | 9–1    | Keith Jardine    | Technische knock-out     | Strikeforce: Rockhold vs. Jardine               | 7-1-2012   | 1     | 4.26 | Verdediging titel Strikeforce middengewicht                                               |
| Winst     | 8–1    | Ronaldo Souza    | Jurybeslissing (unaniem) | Strikeforce: Barnett vs. Kharitonov             | 10-9-2011  | 5     | 5.00 | Kampioen Strikeforce middengewicht                                                        |
| Winst     | 7–1    | Paul Bradley     | Technische knock-out     | Strikeforce Challengers: Kaufman vs. Hashi      | 26-2-2010  | 1     | 2.24 |                                                                                           |
| Winst     | 6–1    | Jesse Taylor     | Submissie                | Strikeforce Challengers: Gurgel vs. Evangelista | 6-11-2009  | 1     | 3.42 |                                                                                           |
| Winst     | 5–1    | Cory Devela      | Submissie                | Strikeforce Challengers: Villasenor vs. Cyborg  | 19-6-2008  | 1     | 0.30 |                                                                                           |
| Winst     | 4–1    | Buck Meredith    | Submissie                | Strikeforce: Shamrock vs. Diaz                  | 11-4-2008  | 1     | 4.07 |                                                                                           |
| Winst     | 3–1    | Nik Theotikos    | Submissie                | Strikeforce: Destruction                        | 21-11-2008 | 1     | 3.06 |                                                                                           |
| Winst     | 2–1    | Josh Neal        | Submissie                | Strikeforce: Young Guns II                      | 1-2-2008   | 1     | 1.49 |                                                                                           |
| Verlies   | 1–1    | Tony Rubalcava   | Technische knock-out     | MotM: Melee on the Mountain                     | 6-11-2007  | 1     | 2.46 |                                                                                           |
| Winst     | 1–0    | Mike Martinez    | Submissie                | MotM: Melee on the Mountain                     | 24-7-2007  | 1     | 2.44 |                                                                                           |